# Arthur Notebart
Arthur Notebart , né le 12 juillet 1914 à Lomme (Nord) et décédé le 21 mai 2002 à Lille (Nord), est un homme politique français.

## Mandats
Arthur Notebart est député socialiste de la 2e circonscription du Nord entre 1951 et 1958 puis de la 5e circonscription entre 1962 et 1986, enfin député du Nord entre 1986 et 1987, date à laquelle il donne sa démission.
Arthur Notebart est le 2e président de Communauté urbaine de Lille entre mai 1971 et juin 1989. 
Arthur Notebart est le maire socialiste de Lomme entre octobre 1947 et mai 1990.
Arthur Notebart est conseiller général socialiste du canton d'Haubourdin entre 1945 et 1982.